# リンポポ川

リンポポ川流域と支流

リンポポ川（リンポポがわ、英語: Limpopo River）は、アフリカ大陸南部を流れインド洋に注ぐ河川である。全長は約1,600kmであり、上流部のクロコダイル川も含めると1,770km。

## 地理
上流部はマリコ川（Marico）とクロコダイル川（Crocodile）で、この二つの合流地点から下流がリンポポ川となる。640kmほど南アフリカ共和国とジンバブエおよびボツワナとの国境となっており、それからモザンビーク領内に入ってシャイシャイ付近でインド洋に注ぐ。モザンビーク領内で支流のオリファンツ川（Olifants）が合流し、そこより下流では航行可能となる。流れは大きな弧を描いており、最初は北東へ向かい、途中から東に流れが変わって最終的には南東方向に流れる。
リンポポ川の水は沈泥を多く含んでいて流れは遅い。雨が降る時期が限定されるため水資源としては期待できない。雨が少ない年の場合、水が流れている日が40日以下ということもある。上流の一部にはカラハリ砂漠なども含まれ乾燥した地域が続くが、中流に入るとウォーターバーグ山塊や落葉樹林などがあり少数の人間が住めるような生態系ができている。下流は肥沃な土地があり人口も多いが、雨期の後の洪水が時々大きな問題をもたらす。特に2000年2月に起こった洪水はこの地域に壊滅的な影響を及ぼしている。
南アフリカの北東端ではリンポポ川は大きな保護区のクルーガー国立公園に接している。また、リンポポ川河畔の氾濫原にある河畔林、草地などからなるクルーガー国立公園北端のマクレケ湿地はカバの生息地で、2007年にラムサール条約登録地となった。約1400万人が流域で生活しており、その面積は41,5000 km²に及ぶ。多くの人が生活しているため水の供給は需要に追いつかず、この地域に住んでいる人には貧困にあえぐ人が多い。旱魃などによる作物の成長不良による飢餓や栄養失調も珍しいことではない。

## 歴史
ヨーロッパの人間ではじめてリンポポ川を訪れたのはヴァスコ・ダ・ガマの一行である。彼らは1498年にこの川の河口にたどり着いた。この地域に人間が住み始めたのはもっと古く、近郊では350万年前のアウストラロピテクスの化石が見つかっている。
リンポポ川はラドヤード・キップリングの『象の子供』という短編で有名となった。この作品の中でキップリングは「熱帯の木で飾られた大きくて灰緑色で脂ぎったリンポポ川」と記している。そこに「2色のニシキヘビ」が住んでいるとしている。
2013年1月下旬から2月にかけて流域一帯で集中豪雨があり氾濫。洪水により15万人以上が避難する災害となった。